# 조지호 (경찰공무원)
조지호(趙志浩, 1968년 4월 30일~)은 대한민국의 제24대 경찰청장이다.
2024년 7월 17일, 서울특별시경찰청 청장 재직 중 차기 경찰청장 후보자에 지명되었다. 2024년 7월 30일, 국회 행정안전위원회에서 인사청문경과보고서가 채택되었다. 2024년 8월 10일 경찰청장 임기를 시작하였다.

## 학력
- 대건고등학교
- 경찰대학 6기 학사
- 고려대학교 법학 석사

## 경력
- 1990년 3월~1990년 7월: 내무부 치안본부 경무부 경무과 근무
- 1990년 7월~1991년 7월: 서울특별시 경찰국 607전경대 근무
- 1991년 7월~1992년 7월: 서울지방경찰청 4기동대 19중대 소대장
- 1992년 7월~1993년 5월: 서울청량리경찰서 방범과 방범주임
- 1993년 5월~1993년 7월: 서울청량리경찰서 경비과 상황반장
- 1993년 7월~1994년 7월: 서울청량리경찰서 제기2파출소장
- 1994년 7월~1995년 8월: 서울강남경찰서 수사과 조사계 근무
- 1995년 8월~1997년 2월: 서울노원경찰서 수사과 조사계 근무
- 1997년 2월~1997년 3월: 울릉경찰서 방범과장 직무대리
- 1997년 4월~1998년 4월: 영덕경찰서 경비과장
- 1998년 4월~1999년 2월: 서울지방경찰청 기동단 1기동대 10중대장
- 1999년 2월~1999년 7월: 서울종암경찰서 수사과 조사계장
- 1999년 8월~1999년 11월: 경찰청 경무기획국 경무과 업무지원
- 1999년 8월~1999년 9월: 서울종암경찰서 수사과 근무
- 1999년 9월~1999년 11월: 서울종암경찰서 경무과 근무
- 1999년 11월~2000년 1월: 경찰대학 치안연구소 근무
- 2000년 1월~2003년 4월: 경찰청 경무기획국 법무과 근무
- 2003년 4월~2004년 2월: 대구서부경찰서 수사과장
- 2004년 2월~2004년 12월: 대구서부경찰서 경비교통과장
- 2004년 12월~2005년 2월: 대구서부경찰서 경비교통과 근무
- 2004년 12월~2005년 5월: 일제감정하강제동원피해진상규명위원회 파견
- 2005년 2월~2006년 3월: 서울지방경찰청 경무과 경무계 근무
- 2005년 5월~2006년 3월: 경찰청 치안시스템혁신팀 파견
- 2006년 3월~2007년 2월: 경찰청 수사국 수사구조개혁팀 근무
- 2007년 2월~2009년 3월: 경찰청 경무기획국 국회계장
- 2009년 3월~2009년 12월: 경찰청 경무기획국 조직계장
- 2010년 1월~2011년 7월: 경찰청 기획조정담당관실 기획계장
- 2011년 7월~2012년 7월: 강원지방경찰청 경비교통과장
- 2012년 7월~2013년 7월: 제48대 속초경찰서장
- 2013년 7월~2014년 1월: 경찰청 생활안전과장
- 2014년 1월~2015년 1월: 경찰청 여성청소년과장
- 2015년 1월~2016년 1월: 제27대 서울서초경찰서장
- 2016년 1월~2018년 1월: 경찰청 인사담당관
- 2018년 1월~2018년 12월: 경찰청 혁신기획조정담당관
- 2018년 12월~2020년 1월 : 제13대 대구성서경찰서장
- 2020년 1월~2020년 8월: 대구지방경찰청 제1부장
- 2020년 8월~2021년 1월: 경찰대학 학생지도부장
- 2021년 1월~2021년 12월: 경기도남부경찰청 자치경찰부장
- 2021년 12월~2022년 6월: 경찰청 치안상황관리관
- 2022년 3월~2022년 5월: 제20대 대통령직인수위원회 파견
- 2022년 6월~2022년 12월: 경찰청 공공안녕정보국장
- 2022년 12월~2024년 1월: 제42대 경찰청 차장
- 2024년 1월~2024년 8월: 제39대 서울특별시경찰청장
- 2024년 8월 10일[A]~: 제24대 경찰청장[B]

## 승진
- 1990년: 경위 임관
- 1997년: 경감 승진
- 2003년: 경정 승진
- 2011년: 총경 승진
- 2018년: 경무관 승진
- 2022년: 치안감 승진
- 2022년: 치안정감 승진
- 2024년: 치안총감 승진{\displaystyle }

## 서훈
- 2002년 6월: 모범공무원
- 2009년 10월: 근정포장
- 2017년 10월: 대통령 표창

## 같이 보기
- 조지호 경찰청장 탄핵소추